# Sinne Eeg
Sinne Eeg (født 1. september 1977 i Lemvig) er en dansk jazzsangerinde, sangskriver og underviser. Hun debuterede med sit første album i 2003.
Sinne Eeg er uddannet fra Vestjysk Musikkonservatorium i Esbjerg, hvor hendes studier bl.a. bragte hende til Janet Lawson i New York. Hun har siden undervist på konservatoriet i Esbjerg.
Sinne Eeg fik udgivet sit debutalbum "Sinne Eeg" i november 2003, og har efterfølgende indspillet yderligere fem solo-albums, ligesom hun har optrådt og turneret med flere bands, heriblandt flere turnéer med Danmarks Radios Big Band. Hun har turneret flere gange udenlands i Europa, Japan, Kina og USA. Når hun er i Danmark, optræder hun jævnligt på jazz-klubben La Fontaine i København.

## Musikudgivelser
- Sinne Eeg (2003)
- Waiting For Dawn (2007)
- Kun En Drøm  (2008)
- Don't Be So Blue (2010)
- The Beauty Of Sadness (2012)
- Face The Music (2014)
- Dreams (2017)
- Live at the Millfactory (2018)
- We’ve just begun (2019)

### fællesudgivelser
- Abrikostræet (2005)
Med Mads Vinding og Lise Marie Nedergaard (fortæller og forfatter).[1][2]
- Merry Christmas, Baby (2009)
Med Bobo Moreno og Danmarks Radios Big Band.[3]
- Eeg - Fonnesbæk (2015)
Med bassist Thomas Fonnesbæk.[4]

## Priser
Sinne Eeg har modtaget flere priser for sin musik, heriblandt:
- 2007: Danish Music Award (DMA), "Bedste vokal jazz udgivelse" for albummet Waiting For Dawn.
- 2007: Holstebro Kommunes Musikpris.[5]
- 2009: P2 Jazz Prisen fra Danmarks Radio.
- 2010: DMA, "Bedste vokal jazz udgivelse" for albummet Don't Be So Blue.
- 2014: DMA, "Bedste vokal jazz udgivelse" for albummet Face The Music.
- 2014: Ben Webster Prisen
- 2014: Prix du Jazz Vocal tildelt af det franske Académie du jazz for albummet Face The Music.[6]
- 2016: Dronning Ingrids Hæderslegat.[7]

## Ekstern henvisning
- Officiel hjemmeside